# Eugen Pavel (lingvist)
Eugen Pavel (n. 17 septembrie 1946, Lunca Bradului, județul Mureș) este un lingvist, filolog și istoric literar.

## Biografie
Este absolvent al Liceului Teoretic „Iacob Mureșianu” din Blaj (1964) și licențiat al Facultății de Filologie a Universității „Babeș-Bolyai” din Cluj (1969). Și-a susținut doctoratul în filologie, cu o teză intitulată Carte și tipar în Bălgradul medieval, la Institutul de Lingvistică „Iorgu Iordan” din București, sub conducerea lui Ion Gheție, iar ulterior abilitarea la Universitatea din București. După terminarea facultății, a fost ziarist la Alba Iulia și apoi muzeograf la Deva. Din 1979, lucrează la Institutul de Lingvistică și Istorie Literară „Sextil Pușcariu” din Cluj, fiind cercetător științific gradul I. A fost, de asemenea, editor asociat al Editurii româno-americane „Sigmund Freud” din Binghamton & Cluj (1993-1997), profilată pe traducerea și publicarea unor lucrări de psihanaliză. Are preocupări de filologie și critică textuală, limbă literară, istorie literară și onomastică. Publică studii și articole de specialitate în revistele „Echinox”, „Revista muzeelor și monumentelor”, „Sargetia”, „Apulum”, „Mitropolia Ardealului”, „Cercetări de lingvistică”, „Limba română”, „Dacoromania”, „Analele științifice ale Universității «Alexandru Ioan Cuza» din Iași”, „Revista de istorie și teorie literară”, „Tribuna”, „Apostrof”, „Steaua”, „Vatra”, „România literară” „Biblioteca” etc., precum și în diverse volume colective din țară și străinătate. A îngrijit mai multe volume din seria Studii de onomastică (1982-1990) și a coordonat o serie de proiecte de cercetare care se elaborează la institutul academic clujean: Tezaurul toponimic al României. Transilvania, Corpusul însemnărilor vechi românești, Școala Ardeleană. Colaborează la Dicționarul general al literaturii române și la Enciclopedia literaturii române vechi, elaborate sub egida Institutului de Istorie și Teorie Literară „G. Călinescu” din București. Între anii 2011‒2023 a fost directorul Institutului de Lingvistică și Istorie Literară „Sextil Pușcariu” al Academiei Române.

## Cărți publicate
- Carte și tipar la Bălgrad (1567–1702), Cluj, Editura Clusium, 2001, 380 p. + XXI pl.
- Între filologie și bibliofilie, Cluj, Editura „Biblioteca Apostrof”, 2007, 170 p.
- Arheologia textului, Cluj, Casa Cărții de Știință, 2012, 210 p.
- Texte și subtexte, Cluj, Editura Școala Ardeleană, 2021, 286 p.
- Carte și tipar la Bălgrad (1567–1702), ediția a II-a revăzută, Cluj, Editura Școala Ardeleană, 2021, 422 p. + XXI pl.

## Ediții îngrijite
- Biblia de la Blaj (1795), ediție jubiliară, Roma, Tipografia Vaticana, 2000, 2624 p. (coordonare filologică, postfață, notă asupra ediției).
- Nicolae Drăganu, Istoria literaturii române din Transilvania de la origini până la sfârșitul secolului al XVIII lea / Histoire de la littérature roumaine de Transylvanie des origines à la fin du XVIIIe siècle, ediție îngrijită, prefață și note, Cluj, Editura Clusium, 2003, 200 p. (în colaborare cu Octavian Șchiau).
- Ioan Pătruț, Studii de onomastică românească, ediție îngrijită, postfață și indice, Cluj, Editura Clusium, 2005, 240 p.
- Ion Budai-Deleanu, Opere, ediție îngrijită, cronologie, note și comentarii, glosar și repere critice de Gheorghe Chivu și Eugen Pavel, studiu introductiv de Eugen Simion, București, Fundația Națională pentru Știință și Artă, 2011, 1351 p.
- Școala Ardeleană. Antologie de texte alcătuită și coordonată de Eugen Pavel. Prefață de Eugen Simion, vol. I–IV, București, Academia  Română, Fundația Națională pentru Știință și Artă, Muzeul Național al Literaturii Române, 2018, CCXCIV + 1418 p. + 1728 p.+ 1728 p. + 1600 p. (introducere, cronologie, notă asupra ediției, transcriere parțială, repere critice, indice, revizie finală). Lucrare distinsă cu Premiul „Timotei Cipariu” al Academiei Române.
- Muzeul Limbii Române și muzeiștii, ediție îngrijită și prefață, Cluj, Scriptor & Argonaut, 2019, 879 p.
- Școala Ardeleană. Antologie de texte. 1743‒1830. Ediție revăzută și adăugită. Introducere, cronologie, notă asupra ediției, selecție și coordonare: Eugen Pavel, vol. I‒IV, Cluj-Napoca, Editura Școala Ardeleană, 2024, 731 + 952 + 1071 + 866 p.

## Volume colective
- Palia de la Orăștie (1582‒1982). Studii și cercetări de istorie a limbii și literaturii române, București, Editura Eminescu, 1984, 196 p. (coautor).
- Onomastik, Band I (Patronymica Romanica, 14), Dieter Kremer, Maria Giovanna Arcamone (eds.),Tübingen, Max Niemeyer Verlag, 2002, XXXIV + 366 p. (coautor).
- Tezaurul toponimic al României. Transilvania. Județul Sălaj, cuvânt introductiv de Eugen Pavel, București, Editura Academiei Române, 2006, 358 p. (coautor, coordonare și revizie).
- Personalități ale Universității Babeș-Bolyai. I. Sextil Pușcariu, Cluj-Napoca, Presa Universitară Clujeană, 2015, 121 p. ISSN 2457-1350; ISSN-L 2457-1350 (editor și coautor).
- Dicționarul general al literaturii române, A–B. Ediția a II-a revizuită, adăugită și adusă la zi, București, Editura Muzeul Literaturii Române, 2016,  XXXIX + 1166 p. (coautor).
- Dicționarul general al literaturii române, C. Ediția a II-a revizuită, adăugită și adusă la zi, București, Editura Muzeul Literaturii Române, 2016,  XXXIII + 909 p. (coautor).
- Dicționarul general al literaturii române, D–G. Ediția a II-a revizuită, adăugită și adusă la zi, București, Editura Muzeul Literaturii Române, 2017,  XXXIII + 1152 p. (coautor).
- Dicționarul general al literaturii române, H–L. Ediția a II-a revizuită, adăugită și adusă la zi, București, Editura Muzeul Literaturii Române, 2017,  XXXIII + 922 p. (coautor).
- Enciclopedia literaturii române vechi, București, Fundația Naționalǎ pentru Științǎ și Artǎ, Muzeul Național al Literaturii Române, 2018, 1040 p. (coautor, coordonare și revizie). Lucrare distinsă cu Premiul „Titu Maiorescu” al Academiei Române.
- Dicționarul general al literaturii române, coordonator general Eugen Simion, ediția a II-a revizuită, adăugită și adusă la zi, vol. V, M–O, București, Editura Muzeul Literaturii Române, 2019, XXXIV + 1065 p. (coautor).
- Dicționarul general al literaturii române, coordonator general Eugen Simion, ediția a II-a revizuită, adăugită și adusă la zi, vol. VI, P–R, București, Editura Muzeul Literaturii Române, 2020, XXXIV + 1153 p. (coautor).
- Dicționarul general al literaturii române, coordonator general Eugen Simion, ediția a II-a revizuită, adăugită și adusă la zi, vol. VII, S–Ș, București, Fundația Națională pentru Știință și Artă, 2021, XXXIV + 889 p. (coautor).
- Dicționarul general al literaturii române, coordonator general Eugen Simion, ediția a II-a revizuită, adăugită și adusă la zi, vol. VIII, T–Z, București, Fundația Națională pentru Știință și Artă, 2021, XXXIV + 1088 p. (coautor).